# 漆雕哆

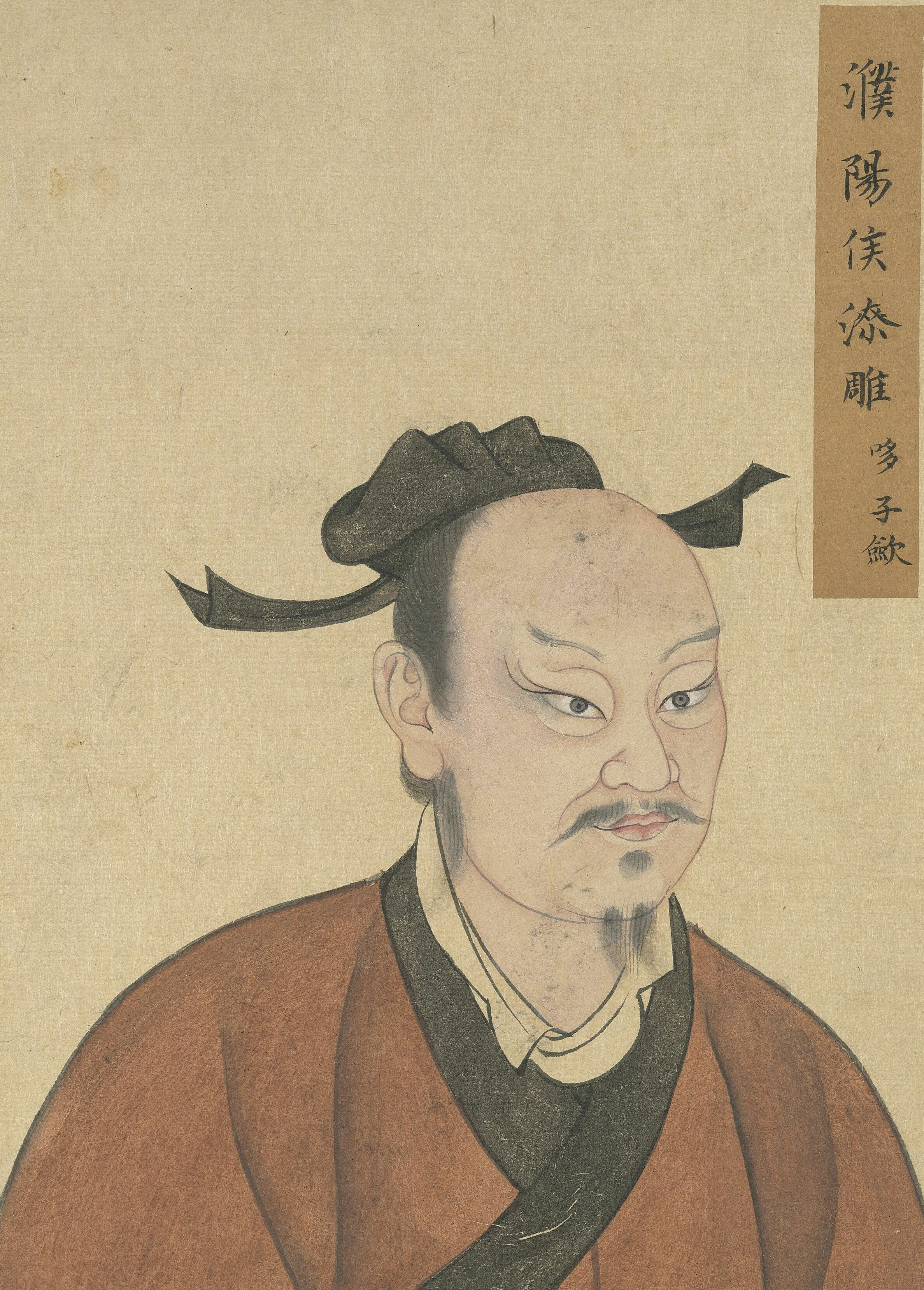
漆雕哆

漆雕哆（？—？），《孔子家语》作漆雕侈，字子敛。春秋时期魯國人。孔子弟子。

## 生平
孔子的弟子有三人姓漆雕，分别是漆雕启、漆雕徒父、漆雕哆，漆雕哆事跡不詳。 

## 歷代追封
- 漢明帝永平十五年（72年）從祀孔廟。
- 唐玄宗開元二十七年（739年）封武城伯。
- 宋真宗大中祥符二年（1009年）封濮阳侯。
- 明世宗嘉靖九年（1530年）封先賢漆雕子。